# 刘弘雅
劉弘雅（？—945年），十国南漢初代高祖皇帝劉龑的第七子。
南漢高祖劉龑有19子，劉弘雅为第七子。生母不詳。大有五年（932年），劉弘雅被封为韶王。劉龑的第四子南汉第三代皇帝中宗劉晟即位。应年间，勒令劉弘雅致仕。乾和三年（945年），劉弘雅被中宗所杀。是中宗劉晟即位后杀死的第四位兄弟。